# Masivul Mulanje
Masivul Mulanje (cunoscut și sub numele de Muntele Mulanje) este un monadnock (inselberg) în partea de SV a statului Malawi, în apropiere de orașul Blantyre. Altitudinea sa maximă este de 3.002 m (vârful Sapitwa).